# BMP-1
Der BMP-1 ist ein schwimmfähiger Schützenpanzer aus sowjetischer Entwicklung und eines der am weitesten verbreiteten gepanzerten Fahrzeuge der Welt. Die Abkürzung BMP steht im Russischen für Боевая Машина Пехоты (Bojewaja Maschina Pjechoty), was so viel wie „Gefechtsfahrzeug der Infanterie“ bedeutet. Er wurde ab 1961 entwickelt und ab 1966 in der Sowjetarmee in Dienst gestellt.

## Geschichte und strategische Einordnung
Obwohl die Rote Armee im Zweiten Weltkrieg zukunftsweisende Kampfpanzer entwickelt hatte, verfügte sie über keine eigenen gepanzerten Mannschaftstransporter. Um den Mangel auszugleichen, improvisierten die sowjetischen Truppen mit aufgesessener Infanterie auf Kampfpanzern. Nach dem Kriegsende begannen Experimente auf der Basis erbeuteter deutscher und im Rahmen der Waffenhilfe erworbener US-amerikanischer und britischer Transporter. Zunächst wurden groß dimensionierte Transporter mit einer Transportkapazität von bis zu 30 Soldaten sowohl als Rad- als auch als Kettenfahrzeuge entwickelt. Als erstes Modell kam der BTR-50 mit Platz für 20 Mann in die groß angelegte Serienproduktion. Schnell wurden die Nachteile des 1954 in der Sowjetarmee eingeführten Fahrzeugs deutlich: Die Soldaten mussten das Fahrzeug über die Dachluken verlassen, es war nicht an die Größe eines einzelnen Schützentrupps angepasst und nicht für den Einsatz unter ABC-Bedingungen sowie den Kampf gegen andere gepanzerte Fahrzeuge geeignet.
Ausgehend von diesen Überlegungen wurde Ende der 1950er-Jahre ein neues Anforderungsprofil ausgeschrieben. Vier Entwicklungsgruppen in Wolgograd, Tscheljabinsk, Rubzowsk und Brjansk begannen mit den Entwurfsarbeiten. Schließlich wurde die Entwicklung des Konstruktionsbüros Isakow aus Tscheljabinsk mit der Bezeichnung „Objekt 765“ ausgewählt. 1966 begann der Bau der ersten Prototypen. Im selben Jahr wurde das neue Fahrzeug offiziell in der Sowjetarmee in Dienst gestellt, vorerst aber nur zur Erprobung auf Übungsplätzen Polygon Rschew und bei Kubinka verwendet. Der Öffentlichkeit wurde der neue Panzer auf der Oktoberparade auf dem Roten Platz 1967 erstmals vorgestellt. Danach wurden die Prototypen nochmals überarbeitet, um die schlechte Balancierung auszugleichen. Dies wurde durch eine Verlängerung des Fahrzeugs erreicht, die das hohe Gewicht des Motors ausgleichen sollte. Parallel entstand eine große Fertigungsanlage in Tscheljabinsk, wo das Konstruktionsbüro Isakow mit der Weiterentwicklung und dem Entwurf von verschiedenen Varianten begann. Die Auslieferung an die reguläre Truppe unter dem Namen BMP-1 begann 1969.
Damals handelte es sich bei dem neuen Panzer um ein revolutionär neues Konzept. Zuvor hatten Schützenpanzer lediglich dazu gedient, Infanteristen unter Schutz vor gegnerischem Feuer in ihre Kampfposition zu bringen und mit ihren relativ schwachen Bordwaffen zusätzliche Feuerkraft zu bieten. Eine eigene Panzerabwehrfähigkeit besaßen sie nicht. Der BMP-1 ermöglichte als erster Schützenpanzer den aufgesessenen Kampf: Die Insassen konnten ihre persönlichen Waffen während der Fahrt aus dem Fahrzeug heraus abfeuern. Zudem war er kleiner und wendiger als vergleichbare westliche Waffensysteme jener Zeit. Die Frontpanzerung war so ausgelegt, dass sie undurchdringlich für die schweren Maschinengewehre der NATO-Truppentransporter dieser Zeit war. Umgekehrt besaß kein zeitgenössischer westlicher Truppentransporter eine Panzerung, die der Hauptwaffe, der 9M14 Maljutka, hätte widerstehen können. Auch verschiedene Kampfpanzer der NATO-Staaten hätten mit dieser Waffe zerstört werden können. Da die Produktions- und Betriebskosten für das Fahrzeug aber sehr hoch lagen, sollte nur ein Teil der Truppe mit ihm und die Mehrheit mit gepanzerten Radfahrzeugen ausgestattet werden. Wegen dieser Nachteile und der im Vergleich zu Kampfpanzern leichten Bewaffnung war der BMP-1 vor allem bei seiner Einführung unter sowjetischen Militärs umstritten. Aufgrund dieser Bedenken wurde die operative Doktrin der Sowjetarmee verändert: In Zukunft sollten Kampfpanzer und abgesessene Infanterie das Gefecht gegen Panzer führen, während die BMP-1 folgen sollten, um gemeinsam mit der eigenen die gegnerische Infanterie niederzukämpfen.
In den folgenden Jahrzehnten ersetzte der BMP-1 in mehr Einheiten als ursprünglich geplant den BTR-50 und wurde zum verbreitetsten Schützenpanzer der Sowjetarmee. Nachdem zahlreiche BMP-1 in Afghanistan zerstört worden waren, wurde 1982 der BMP-2 als verbessertes Modell eingeführt, das den Vorgänger allerdings nicht in allen Einheiten ersetzen sollte. Eine grundlegende Neuentwicklung mit nur wenigen Ähnlichkeiten zum BMP-1 ist der BMP-3.
Die verschiedenen Varianten und Lizenzproduktionen eingerechnet, wurden weltweit bisher schätzungsweise rund 55.000 BMP-1 gebaut.

## Beschreibung

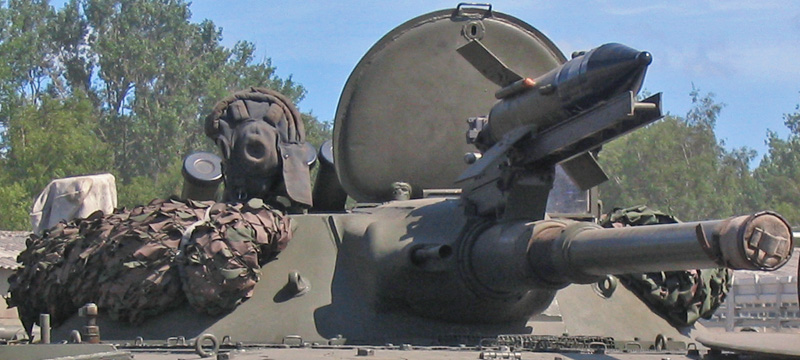
Turm im Detail

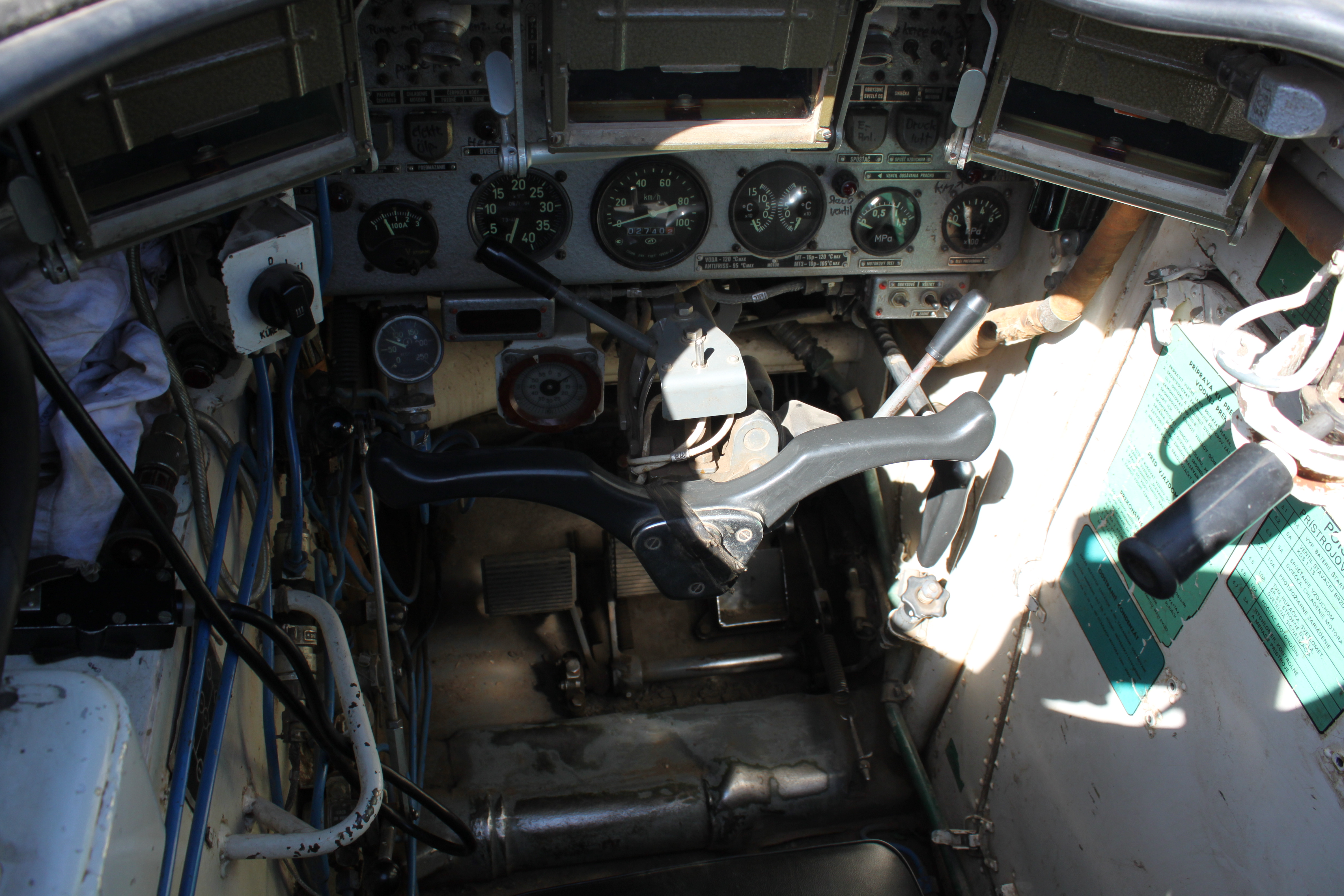
Fahrerplatz

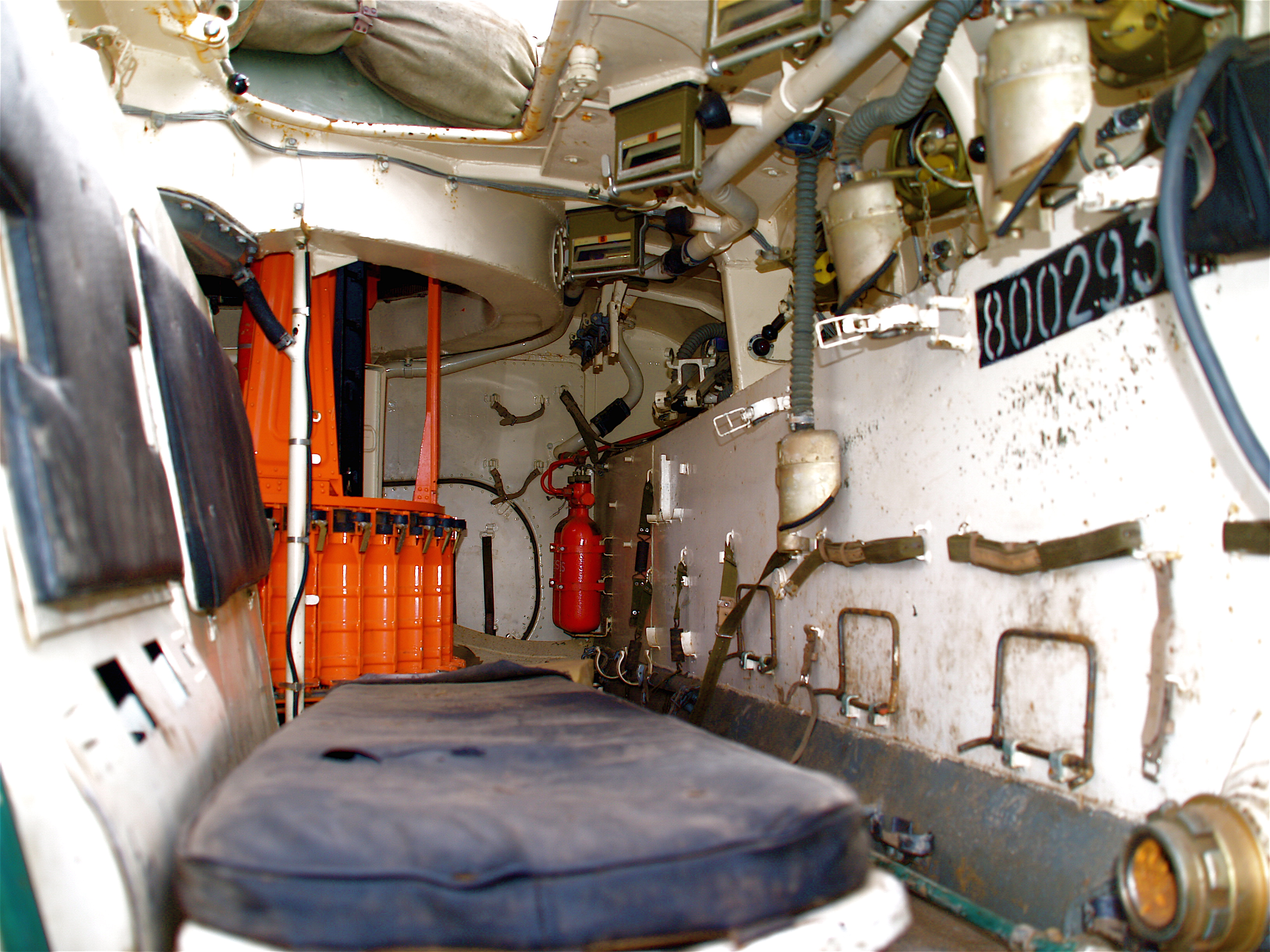
Mannschaftsraum

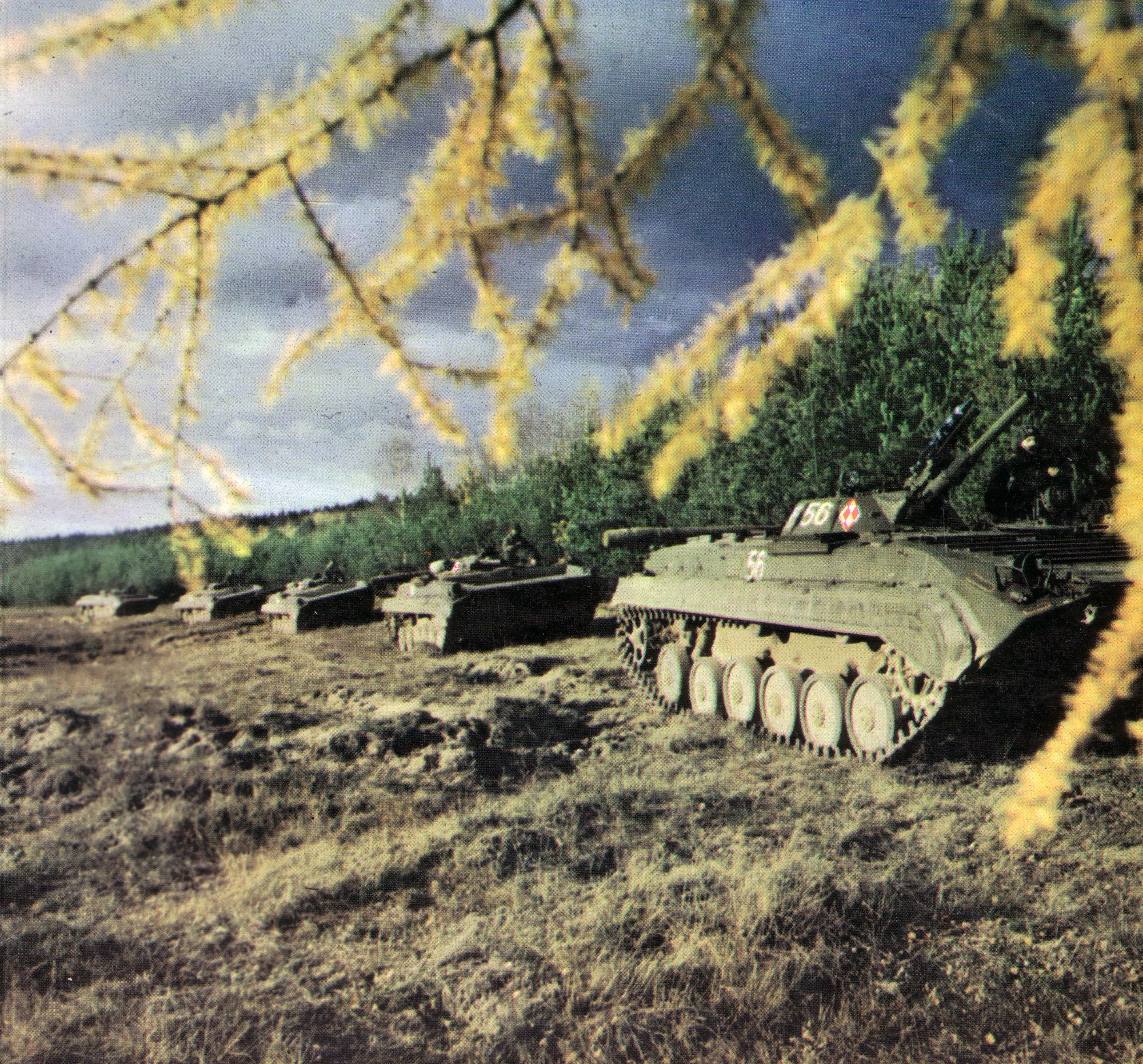
Polnische BMP-1

Das Fahrzeug ist mit einer 73-Millimeter-Glattrohrkanone (2A28) im Turm ausgerüstet. Zum Kampfsatz der NVA gehörten 24 panzerbrechende Hohlladungsgranaten (mit Nachbeschleunigung und Flügelstabilisierung) und 16 Splittergeschosse (ohne Nachbeschleunigung), die gleiche Munition, die auch von der schweren Panzerbüchse SPG-9 verschossen wird. Die Granaten können nach Vorauswahl durch eine halbautomatische Ladevorrichtung geladen werden. Die Feuerfrequenz beträgt sechs Schuss pro Minute. Die effektive Reichweite beträgt 800 Meter, die maximale 1300 Meter, ungezielt 1600 Meter, nachts gezielt ebenfalls 800 Meter. Zudem ist eine Startschiene zum Start der Panzerabwehrlenkraketen 9M14 Maljutka (NATO-Bezeichnung: AT-3 Sagger) oberhalb der Kanone montiert. Insgesamt zwei AT-3 werden in speziellen Halterungen im Turm und zwei in Höhe des Turmes an der rechten Wanneninnenseite mitgeführt. Sie waren für die Panzerbekämpfung von 500–2000 m vorgesehen. Achsparallel zur Kanone ist ein 7,62-mm-Maschinengewehr (PKT) eingebaut, zum Kampfsatz gehören 2000 Schuss. Die Kampfentfernung beträgt auf Grund des niedrigen negativen Winkels der Kanone 50 bis 1000 Meter. Die Wandstärke der Wanne beträgt zwischen 14 und 20 Millimeter, die des Turmes 23 Millimeter.
Das Fahrzeug kann Gräben bis zu einer Breite von 2,50 Metern und Geländestufen von bis zu 70 Zentimetern Höhe überwinden. Die Bodenfreiheit beträgt 370 Millimeter.
Der BMP-1 ist schwimmfähig; sein Antrieb im Wasser erfolgt über die Ketten, die Richtungsänderung ergibt sich, wie an Land, durch Abbremsen jeweils einer Kette. Zur Wasserfahrt wird das Schwallbrett hochgeklappt, für den Fahrer ein längerer Winkelspiegel montiert und der hinter dem Turm befindliche Luftansaugstutzen ausgefahren.
Die Besatzung besteht aus drei Mann:
- Kommandant (sitzt vorn links hinter dem Fahrer, ist zugleich Gruppenführer der mot. Schützengruppe bzw. der Zugführer des jeweiligen mot. Schützenzuges)
- Fahrer (sitzt vorn links neben dem Motor)
- Richtlenkschütze (RLS) (sitzt im Turm)

Im Mannschaftsraum finden acht Soldaten Platz, dabei vier auf jeder Seite mit dem Gesicht zur Fahrzeugseite, also quer zur Fahrtrichtung. Zwischen den Sitzbänken befinden sich der 350 Liter fassende Haupttank und der Akkumulatorenkasten für die beiden Bordbatterien.
Fahrer, Kommandant und RLS verfügen über jeweils eine eigene Luke, die Kommandantenkuppel ist um rund 360 Grad drehbar und mit einem Infrarotscheinwerfer, der Beobachtungsoptik und einem Nachtsichtgerät ausgestattet. Der mittlere Winkelspiegel des Fahrers ist austauschbar; so kann ein Nachtsichtgerät oder der Winkelspiegel für die Wasserfahrt eingesetzt werden.
Vier weitere Luken befinden sich auf dem Dach des Fahrzeugs. Diese sogenannten Paradeluken sind hauptsächlich für den Panzerbüchsen-, Flugabwehrraketen- oder Scharfschützen beim aufgesessenen Kampf vorgesehen. Auf jeder Seite des Mannschaftsraumes befinden sich vier Schießluken, in denen die Waffen der Infanteristen verankert und durch die diese aus dem geschlossenen Fahrzeug heraus abgefeuert werden können, außerdem sind jeweils vier Winkelspiegel vorhanden. Zwei große Hecktüren, die gleichzeitig als Kraftstofftanks für je 55 Liter Diesel verwendet werden, dienen zum Ein- und Aussteigen der aufgesessenen Infanterie. Eine weitere Schießluke befindet sich in der linken Hecktür, in jeder Hecktür befindet sich ebenfalls ein Winkelspiegel.
Das Fahrzeug ist mit Infrarotscheinwerfer, Periskopzielfernrohr und einer Nebelanlage ausgestattet, die durch die Einspritzung von Diesel in den Auspuff (Ejektor) funktioniert. Außer dem Hauptinfrarotscheinwerfer ist der rechte Fahrscheinwerfer ein IR-Scheinwerfer. Dieser kann zu einem weiteren Fahrscheinwerfer umgerüstet werden. Der Turmscheinwerfer ist zum IR-Scheinwerfer umrüstbar.
Seine ABC-Schutzanlage macht das Fahrzeug auch unter kontaminierten Bedingungen fahrfähig. Zudem verfügt der BMP über eine automatische Feuerlöschanlage, Vorwärmanlage, Lenzpumpen, eine Motorschutzeinrichtung für Wasserfahrt sowie Absaug- und Filteranlagen.
Angetrieben wird der BMP von einem 6-Zylinder-V-Dieselmotor (UTD-20), der seine 300 PS (221 kW) bei 2600 Umdrehungen pro Minute abgibt. Das nutzbare Drehzahlband umfasst 1800 bis 2600 Umdrehungen pro Minute. Gestartet wird elektrisch oder pneumatisch. Der BMP-1 verfügt über fünf Vorwärts- und einen Rückwärtsgang in H-Schaltung am Lenkschwert sowie über eine jederzeit zuschaltbare Geländeuntersetzung.

## Eigenheiten und Schwachstellen
Der BMP-1 zeichnet sich durch eine für Fahrzeuge seiner Generation hohe Wendigkeit, ein gutes Masse-Leistung-Verhältnis und eine weiche Federung aus. Die niedrige Silhouette erschwert das Aufspüren und Bekämpfen des Fahrzeuges. Die geringe Gefechtsmasse wurde durch eine Magnesiumlegierung erreicht. Sie erlaubt es dem Fahrzeug, ohne Zusatzausrüstung Wasserhindernisse schwimmend zu überwinden und sich auf weichem Untergrund zu bewegen.
Die Bewaffnung weist einige Schwachstellen auf, die aber für gepanzerte Fahrzeuge dieser Epoche nicht ungewöhnlich sind: Die Kanone muss nach dem Laden mit dem Ladeautomaten erneut manuell auf das Ziel gerichtet werden, da diese für den Ladevorgang einen bestimmten Ladewinkel einnimmt. Der Ladevorgang geht über ein Hebelsystem vonstatten. Es kann auch von Hand geladen werden, so dass die Kanone nicht in einen Ladewinkel ausgerichtet werden muss. Der BMP-1 erlaubt gezieltes Schießen nur bei stehendem Fahrzeug. Da die Kanone weit hinten auf dem Fahrzeug sitzt, lässt sie sich nur eingeschränkt nach unten schwenken. Der Start der AT-3 kann ebenfalls nur bei Stillstand des Fahrzeugs erfolgen. Die Raketen sind innerhalb des Fahrzeugs gelagert und müssen von Hand nachgeladen werden. Während der Fahrt kann die geladene Rakete auf der Startschiene transportiert werden, wegen der Gefahr, diese bei Geländefahrt zu verlieren, wurde die PALR jedoch normalerweise nicht in Startposition mitgeführt. Dies war nur für den Ernstfall vorgesehen und in Friedenszeiten bei Schießübungen mit der PALR und Paraden der Fall. Bei aktiver ABC-Abdichtung können Kanone und Raketenschiene nicht nachgeladen werden.
Die Geschosse der Glattrohrkanone fliegen relativ langsam und sind sehr windempfindlich, so dass die Treffergenauigkeit neben der Entfernung auch vom Wetter abhängt.

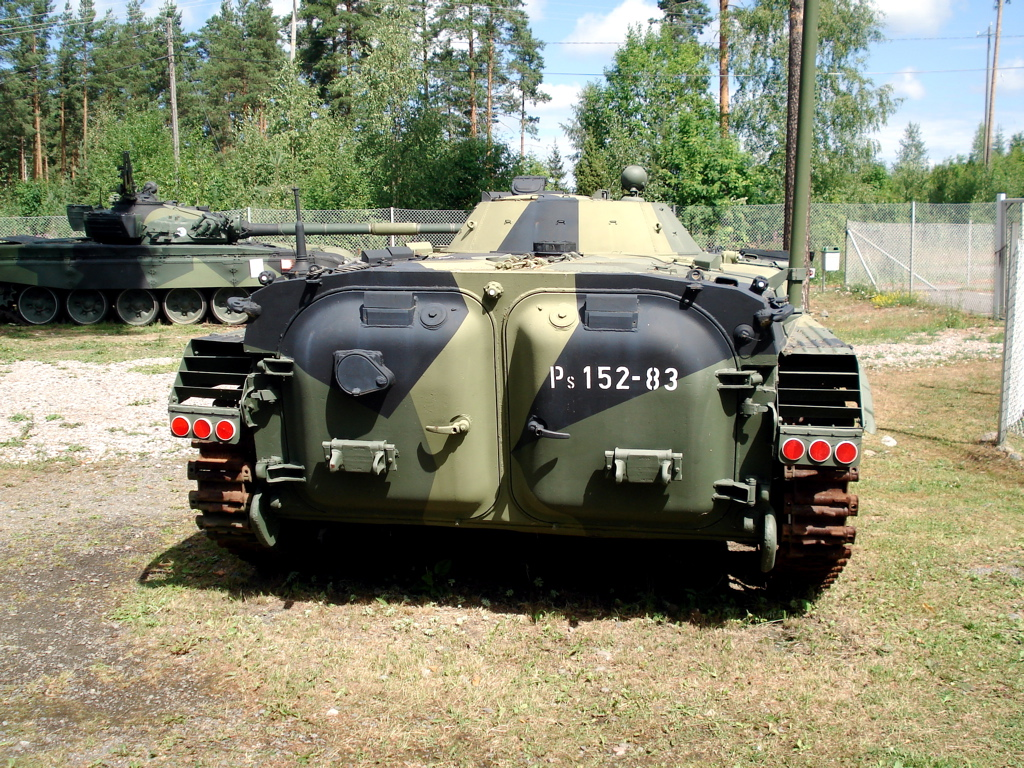
Rückansicht: In den Türen zusätzliche Treibstofftanks

Die schweren Hecktüren bereiten den Infanteristen bei abschüssigem Gelände Probleme beim Öffnen oder Schließen. Im Gefecht können die in den Hecktüren integrierten Tanks in Brand geraten. Zum Verlassen des Fahrzeugs muss die Besatzung dann durch brennende Türen.
Die ursprünglich zum Teil mit Elektronenröhren ausgerüstete Funkanlage hat einen hohen Stromverbrauch und lässt bei Stillstand des Motors die Fahrzeugbatterien schnell ermüden.
Die Panzerung erwies sich nicht nur mit der zunehmenden Leistungsfähigkeit von Panzerabwehrwaffen und Bordwaffen anderer Fahrzeuge als unzulänglich. Besonders im Afghanistankrieg zeigte sich die Anfälligkeit gegen Panzerminen, die vor allem die im Bodenbereich des Fahrzeugs kaum geschützten Fahrer und Kommandanten töteten.
Zum ersten Einsatz unter Gefechtsbedingungen kam es 1973 im Jom-Kippur-Krieg, bei dem Syrien und Ägypten über BMP-1 verfügten. Dabei trat die schlechte Eignung für Gegenden mit hoher Umgebungstemperatur auf: Die Soldaten waren gezwungen, die Schützenluken offen zu lassen, was sie verwundbar gegen die Druckwellen von Artillerie- und Luftangriffen machte. Zudem kritisierten Ägypter und Syrier die niedrige Schussbahn der Bordwaffen, die eine Bedrohung für die eigene Infanterie vor dem Fahrzeug darstellte, weil indirektes Feuer nur bedingt möglich war.
Der Mannschaftsraum ist nach amerikanischen Erprobungen aus den 1970er Jahren so niedrig angelegt, dass nur 25 % der männlichen Bevölkerung klein genug sind, um dort bequem unterzukommen. Beim Tragen voller Winterkampfausrüstung sank der Wert auf 15 %. Der Mannschaftsraum wurde dabei auch als zu kurz bewertet, so dass nur 35 % der Soldaten eine Schulterbreite haben, die schmal genug ist, um vier Männer pro Bank bequem nebeneinander sitzen zu lassen.

## Nutzung in der NVA und anderen Armeen

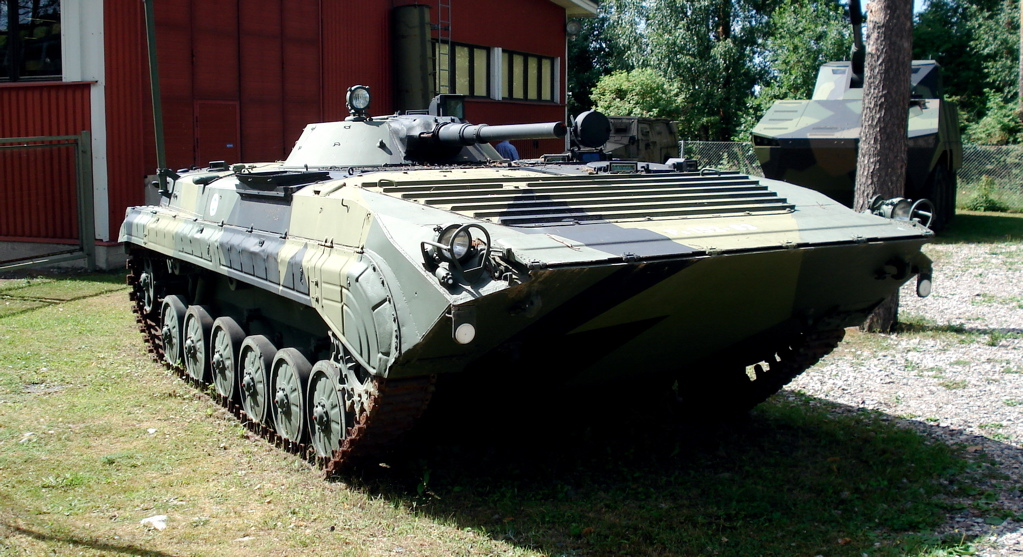
Finnischer BMP-1

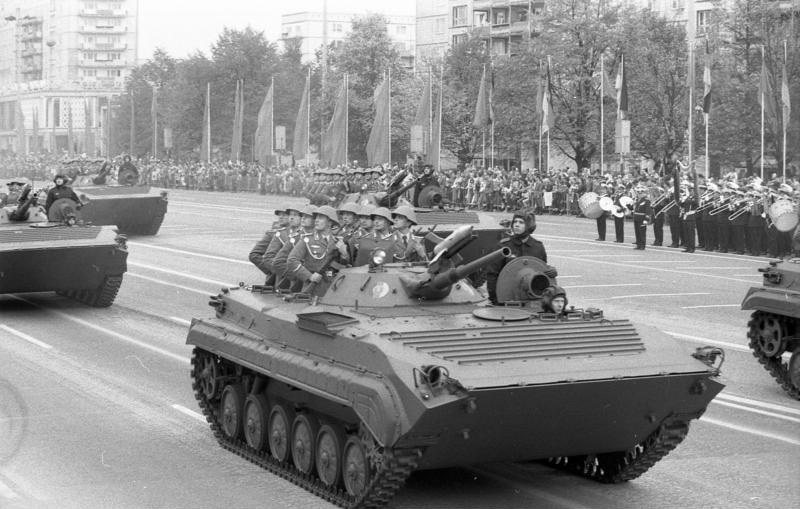
BMP-1-Schützenpanzer anlässlich des 39. Jahrestags der Gründung der DDR, 1988

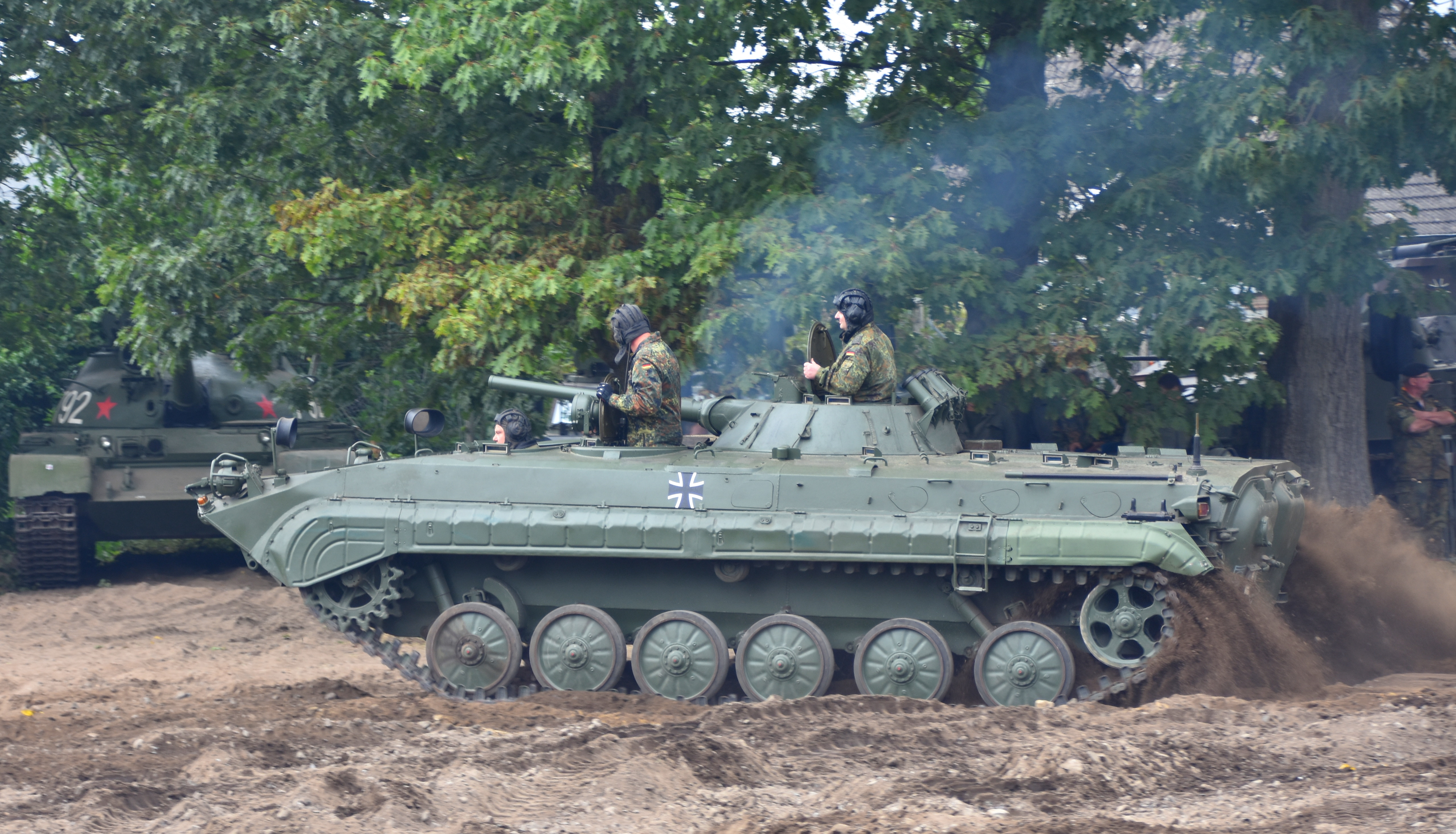
BMP-1 A1-Ost der Bundeswehr, „Stahl auf der Heide“, 2019

In der Sowjetischen Armee waren normalerweise die Schützenbataillone von Panzerregimentern komplett mit BMP-1 ausgerüstet. In den mot. Schützendivisionen war normalerweise ein mot. Schützenregiment mit BMP-1 ausgerüstet, das andere mit Radfahrzeugen der BTR-Familie.
Nachdem 1968 bis 1971 14 BMP-1 SP1 aus der Sowjetunion zur Erprobung in den Bestand der NVA gekommen waren, nahm deren Bestand ab 1972 bis 1986 mit Einführung des BMP-1 SP2 (mehr als 950 Stück) aus ČSSR-Produktion zu. Von 1987 bis 1988 erhielt die NVA rund 180 BMP-1 P mit 9K113-Konkurs-PALR und Nebelwurfbechern. Ab 1988 rüstete die NVA im Reparaturwerk Neubrandenburg etwa 90 weitere BMP-1 SP2 zu BMP-1 P um, die auch 9K111 Fagot abfeuern konnten.
Mit dem BMP war je ein mot. Schützenregiment jeder Division der NVA ausgerüstet. Dazu gab es einige Varianten im Arsenal der NVA, vor allem Funk-, Führungs- und Aufklärungsfahrzeuge. Bis auf die ersten Modelle des BMP-1 SP1 kamen alle weiteren (BMP-1 SP2) aus der Lizenzproduktion der ČSSR. Am 2. Oktober 1990 befanden sich etwa 1.100 BMP-1 im Bestand der NVA.
Nach 1990 wurden zunächst als Zwischenlösung knapp 600 Fahrzeuge für den Einsatz in der Bundeswehr umgerüstet, die dann die Bezeichnung BMP-1A1-Ost trugen. Unter anderem wurden an der linken Fahrzeugseite eine Leiter als Aufstiegshilfe, eine veränderte Beleuchtung und asbestfreie Beläge für Kupplung und Bremse montiert. Die Kanonenmunition wurde zum Teil wegen Asbesthaltigkeit der Zündmittel gesperrt, die Kraftstoffbehälter in den Hecktüren ausgeschäumt oder ausgegossen. 1993 wurden diese Fahrzeuge ausgemustert und durch SPz Marder ersetzt. Ein größerer Bestand, etwa 500, ging nach Griechenland, mehr als 335 nach Schweden und 165 nach Finnland. In Schweden wurde der BMP-1 unter der Bezeichnung Pansarbandvagn 501 (kurz Pbv 501) geführt. Am 1. April 2022 wurde bekannt, dass die Bundesregierung erlaubt hat, 56 Schützenpanzer der ehemaligen NVA, die von Schweden an ein tschechisches Unternehmen verkauft worden waren, an die Ukraine zu verkaufen.

## Kampfeinsätze
Kriegseinsätze des BMP-1 waren unter anderem der Jom-Kippur-Krieg, die Sowjetische Intervention in Afghanistan, die Golfkriege von 1980, 1990 und 2003, die Jugoslawienkriege, die Tschetschenienkriege, der Afghanistankrieg, der Kaukasuskrieg 2008, die Operationen libyscher Truppen im Tschad, die kubanischer Truppen in Angola und im Russisch-Ukrainischen Krieg.
Im Russisch-Ukrainischen Krieg wird das Fahrzeug von beiden Seiten eingesetzt. Laut dem Oryx-Blog gingen mit Stand April 2025 auf russischer Seite mindestens 901 BMP-1 (P), sowie mindestens 149 BMP anderer Versionen verloren. Auf ukrainischer Seite gingen mindestens 506 BMP-1 (P), mindestens 15 BMP-1TS mindestens 1 BMP-1U sowie mindestens 17 BWP-1 verloren.

## Versionen

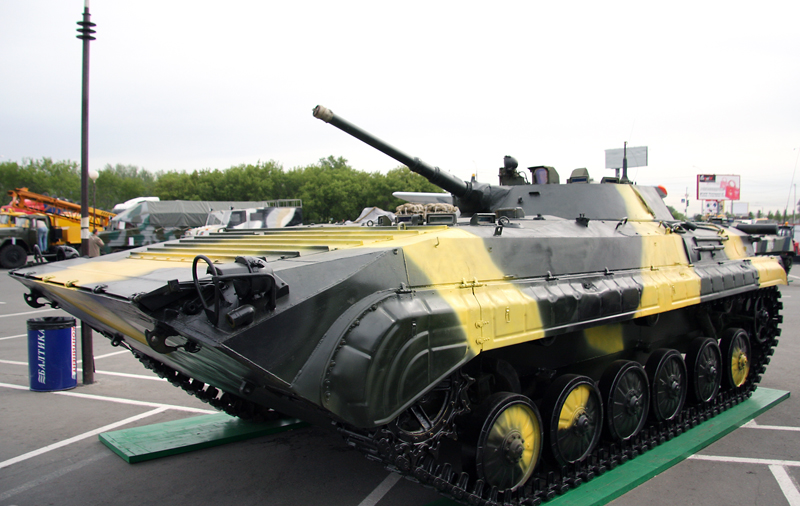
Der auch in der NVA genutzte Aufklärungspanzer BRM-1K

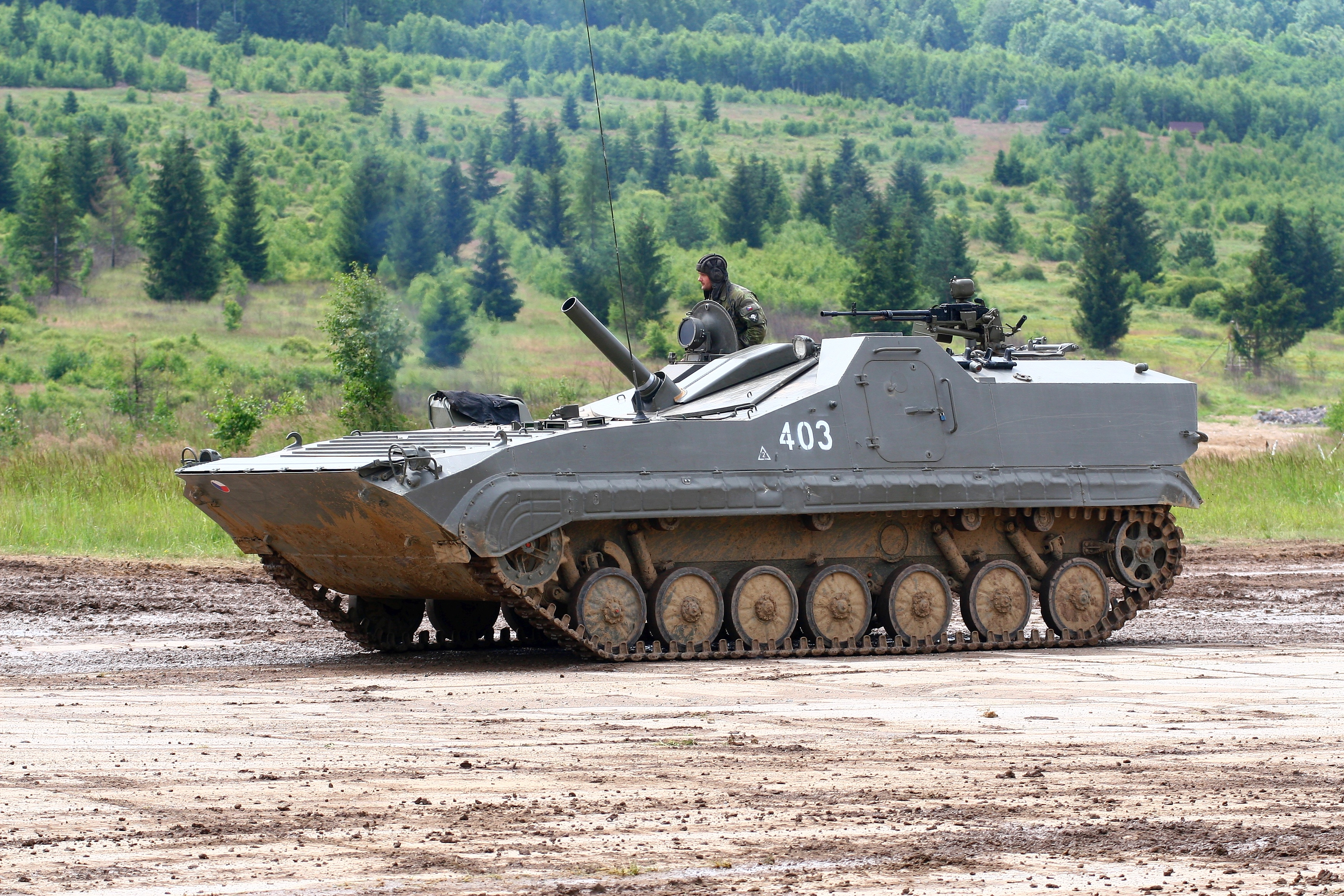
Tschechoslowakische Mörserversion: ShM vz.85 PRÁM-S.

In der Sowjetarmee bzw. der russischen Armee:
- BMP-1 – Ursprungsversion
- BMP-1AM "Basuramin" – Mit einem Gefechtsturm vom BTR-82A[8][9]
- BMP-1K und BMP-1K3 – Kommandofahrzeuge
- BRM-1 oder BMP-R – Spähfahrzeug
- BRM-1K – Aufklärungskommandofahrzeug mit Radarsystem, Führungsfahrzeug für Spähkompanien
- BMP KShM – unbewaffnetes Regiments-Führungsfahrzeug
- BMP-1P – ausgerüstet mit 9K111 Fagot
- BMP-1PK – Führungsvariante des BMP-1P
- BMP-1D – ab 1982 gebaute Version für den Afghanistankrieg. Verstärkte Panzerung und teilweise Tausch der ATGM gegen AGS-17.
- PRP-3/4 – Radarfahrzeuge
- BMP-PPO – Lehrfahrzeug
- BMP-MP-31 – Kommandofahrzeug für Flugabwehr
- RTV – Instandsetzungsfahrzeug

In anderen Staaten:
- BWP-1 – polnische Bezeichnung für den BMP-1
- BWR-1S – polnische Bezeichnung für den BRM-1
- BWR-1K – polnische Bezeichnung für den BRM-1K
- M-80 – vermeintlicher jugoslawischer Nachbau des BMP-1
- MLI-84 – rumänische, modifizierte Version
- BVP-1 – tschechoslowakischer Nachbau
- BPzV-1 – tschechoslowakische Späh-Version
- BMP-1F – ungarisches Spähfahrzeug
- Boragh – iranische Variante
- Type 86 oder WZ-501 – chinesische Variante
- BMP-1UM – ukrainische Variante[10]
- BMP-1TS / BMP-MT – ukrainische Variante mit fernbedienbarer Waffenstation und 2 Lenkraketenwerfern.[11][12]

Zusätzlich bieten verschiedene Hersteller eine große Bandbreite von verbesserten Motoren sowie alternativen Waffen- und Kommunikationssysteme an.

## Nutzerstaaten

### Aktuelle Nutzer (Stand 01/2018 soweit nicht anders angegeben)
- Ägypten – Es befinden sich mindestens 15 BMP-1 im Dienst.[13]:330
- Algerien – Es befinden sich 685 BMP-1 im Dienst.[13]:325
- Angola – Es befindet sich eine unbekannte Anzahl BMP-1 im Dienst.[13]:445
- Äquatorialguinea – Es befinden sich 20 BMP-1 im Dienst.[13]:460
- Äthiopien – Es befinden sich ungefähr 20 BMP-1 im Dienst.[13]:463
- Eritrea – Es befinden sich 15 BMP-1 im Dienst.[13]:461
- Armenien – Es befinden sich 154 BMP-1, 7 BMP-1K und 20 BRM-1K im Dienst.[13]:181 ff
- Aserbaidschan – Es befinden sich 43 BMP-1 und 15 BRM-1 im Dienst.[13]:183
- Bulgarien – Es befinden sich 90 BMP-1 im Dienst.[13]:89
- Demokratische Republik Kongo – Ab dem Januar 2018 befinden sich 20 BMP-1 im Dienst.[13]:458
- Georgien – Es befinden sich 25 BMP-1 und 1 BRM-1K im Dienst.[13]:187
- Griechenland – Es befinden sich 398 BMP-1 im Dienst.[13]:111 Davon wurden 40 Stück an die Ukraine im Jahr 2022 abgegeben.[14]
- Guinea – Es befinden sich 2 BMP-1 im Dienst.[13]:467
- Indien – Es befinden sich 700 BMP-1 im Dienst.[13]:261
- Irak – Es befinden sich ungefähr 80 BMP-1 im Dienst.[13]:338
- Iran – Es befinden sich 210 BMP-1 im Dienst.[13]:334
- Kambodscha – Es befinden sich 70 BMP-1 im Dienst.[13]:248
- Kasachstan – Es befinden sich 60 BRM-1 im Dienst.[13]:188
- Kirgisistan – Es befinden sich 230 BMP-1 im Dienst.[13]:190
- Kuba – Es befinden sich ungefähr 50 BMP-1/P im Dienst.[13]:401

- Mongolei – Es befinden sich 310 BMP-1 im Dienst.[13]:286
- Mosambik – Es befinden sich 40 BMP-1 im Dienst.[13]:475
- Nicaragua – Es befinden sich mindestens 17 BMP-1 im Dienst.[13]:415
- Polen – Es befinden sich 1277 BMP-1 im Dienst.[13]:136
- Russland – Im Jahr 2018 befanden sich 500 BMP-1 und 700 BRM-1K im Dienst des Heeres.[13]:194 Mindestens 764 BMP-1P sowie 51 BMP-1AM gingen im Russisch-Ukrainischen Krieg verloren. Bei 192 weiteren Fahrzeugverlusten konnte nicht eindeutig zwischen BMP-1 und BMP-2 unterschieden werden (Stand 14. Juni 2024).[15]
- Slowakei – Es befinden sich 148 BMP-1 und eine unbekannte Anzahl 9S428 ATGW LFK-Starter mit 9K11 Raketen im Dienst.[13]:146
- Sri Lanka – Es befinden sich 13 BMP-1 im Dienst.[13]:301
- Sudan – Es befindet sich eine unbekannte Anzahl BMP-1 im Dienst.[13]:489
- Syrien – Es befindet sich eine unbekannte Anzahl BMP-1 im Dienst.[13]:362
- Tadschikistan – Es befinden sich 8 BMP-1 im Dienst.[13]:207
- Tschad – Es befinden sich 80 BMP-1 und 42 BMP-1U im Dienst.[13]:454
- Turkmenistan – Es befinden sich 600 BMP-1/M und 60 BRM-1 im Dienst.[13]:208
- Ukraine – Es befinden sich 193 BMP-1 und 115 BRM-1K im Dienst,[13]:210. Hinzu kommen diverse BMP-1 aus mehreren Ländern: z. B. 40 BMP-1 aus Griechenland (Stand 2022),[16] mindestens 12 Exemplare aus Tschechien (Stand 12/2018),[17] 56 PbV-501 aus ehemaligen NVA-Beständen (Stand 2022)[18] sowie 40 BMP-1 aus Polen (Stand 2023)[19]. Seit 2022 existieren mindestens 10 Umbauten zur Version BMP-1TS.[20] Die Ukraine erbeutete im Russisch-Ukrainischen Krieg  weiterhin 91 BMP-1P sowie 7 BMP-1AM[15] – während 352 Fahrzeuge aus der BMP-1-Familie als Verluste identifiziert wurden (Stand 15. September 2023).[21] 26 weitere Fahrzeugverluste konnten nicht eindeutig zwischen BMP-1 und BMP-2 unterschieden werden (Stand 15. September 2023).[15]
- Uruguay – Es befinden sich 18 BMP-1 im Dienst.[13]:422
- Usbekistan – Es befinden sich 6 BRM-1 im Dienst.[13]:214
- Vietnam – Es befindet sich eine unbekannte Anzahl BMP-1 im Dienst.[13]:310
- Belarus – Es befinden sich 132 BRM-1 im Dienst.[13]:185

### Ehemalige Nutzer
- Deutsche Demokratische Republik – Auflösung der NVA und Übergang an die Bundeswehr.
- Deutschland – Ausmusterung und teilweiser Verkauf.
- Finnland
- Libyen – Bis zum Januar 2018 außer Dienst gestellt.[13]:349
- Schweden – Im Sommer 2000 außer Dienst gestellt, 2008 nach Tschechien verkauft.[3]
- Tschechien – Bis zum Januar 2018 außer Dienst gestellt.[13]:94
- Ungarn – Es befand sich eine unbekannte Anzahl BMP-1 im Dienst (Stand 2018).[13]:115 Diese wurden außer Dienst gestellt (Stand 23. Dezember 2020).[22]